# 庫塞里
庫塞里（法語：Kousséri）是非洲中西部國家喀麥隆的城鎮，由極北省負責管轄，位於該國北部沙里河畔，與鄰國乍得首都恩賈梅納隔河相望，海拔高度271米，2005年人口89,123。
12°05′N 15°02′E / 12.083°N 15.033°E